# Calystegia longipes
Calystegia longipes là một loài thực vật có hoa trong họ Bìm bìm. Loài này được (S. Watson) Brummitt mô tả khoa học đầu tiên năm 1965.